# Scharnitz
Scharnitz is een gemeente in het district Innsbruck Land van de Oostenrijkse deelstaat Tirol.
Scharnitz ligt aan de grens met het Duitse Beieren, aan de verbindingsweg tussen Seefeld en Garmisch-Partenkirchen. Het ligt dicht bij de bron van de Isar, aan het eind van een dalwijdte, waar het Karwendeltal, Hinterautal, Gleirschtal en het Isartal samenkomen.

## Geschiedenis
In Scharnitz lag vroeger het Romeinse kasteel Scarbia, tussen het Karwendelgebergte en het Wettersteingebergte in. In de Middeleeuwen vormde het een belangrijke toegangspoort naar de rest van Tirol en lag het aan de belangrijke handelsroute Venetië-Augsburg. Gedurende de Dertigjarige Oorlog werd het vestingwerk Porta Claudia gebouwd op de grens met Beieren, genoemd naar de toen heersende Oostenrijkse aartshertogin en Tiroler landsvorstin Claudia de Medici. Overblijfselen hiervan zijn nog steeds te bezichtigen.

## Economie en infrastructuur
Scharnitz is gericht op het toerisme en vormt het startpunt voor vele wandel- en klimtochten in het Karwendelgebergte, waardoor de gemeente met name is gericht op het zomertoerisme. Vanuit Scharnitz kan per fiets via de drie grote van het westen naar het oosten gelegen dalen in de Karwendel (Karwendel-, Hinterau- en Gleirschtal) het centrum van het gebergte bereikt worden en kunnen van daaruit de toppen worden beklommen.
Scharnitz ligt aan de Mittenwaldspoorlijn (Innsbruck-München) en is tevens bereikbaar via de Oostenrijkse rijksweg B177 richting Mittenwald.